# Cattenom
Cattenom é uma comuna francesa na região administrativa de Grande Leste, no departamento de Mosela. Estende-se por uma área de 25,53 km². Em 2010 a comuna tinha 2 677 habitantes (densidade: 104,9 hab./km²).